# Sciophila emarginata
Sciophila emarginata är en tvåvingeart som beskrevs av Zaitzev 1982. Sciophila emarginata ingår i släktet Sciophila och familjen svampmyggor. Inga underarter finns listade i Catalogue of Life.